# ذنب العقاب
ذنب العقاب أو زيتا العقاب أو ζ العقاب هو نجم ثنائي نظام في كوكبة العقاب الاستوائية. ويمكن رؤيته بسهولة بالعين المجردة، كونه من الدرجة الثالثة. استنادًا إلى قياسات اختلاف المنظر التي حُصِلت عليها خلال مهمة هيباركوس، فهو يبعد قرابة 83 سنة ضوئية (25 فرسخ نجمي) عن الشمس. هذا النجم مرشَّح في اتحاد TW الشجاع [الإنجليزية] للنجوم المتحركة.